# Asamblea de la Unión (Birmania)
El Pyidaungsu Hluttaw (en birmano: ပြည်ထောင်စု လွှတ်တော်, pronunciado /pjìdàʊɴzṵ l̥ʊʔtɔ̀/; en español, Asamblea de la Unión) es la legislatura bicameral de jure a nivel nacional de Myanmar (oficialmente conocida como la República de la Unión de Myanmar) establecida por la Constitución Nacional de 2008 . El Pyidaungsu Hluttaw se compone de dos cámaras, la Amyotha Hluttaw (Cámara de Nacionalidades), una cámara alta de 224 escaños y la Pyithu Hluttaw, una cámara baja de 440 escaños (Cámara de Representantes).
Cada una de las catorce regiones y estados administrativos principales tiene su propio Hluttaw local: Region Hluttaw (Asamblea Regional) o State Hluttaw (Asamblea Estatal).
El Pyidaungsu Hluttaw está ubicado en un complejo parlamentario de 31 edificios. Se cree que representa los 31 planos de existencia en la cosmogonía budista, ubicado en Zeya Theddhi Ward de Naypyidaw.
Los miembros del segundo Pyidaungsu Hluttaw fueron elegidos en las elecciones generales del 8 de noviembre de 2015. El 16 de marzo de 2012, los parlamentarios tomaron la decisión de que Pyidaungsu Hluttaw se reincorporara a la UIP.
Después del golpe de Estado del 1 de febrero de 2021, la Asamblea fue disuelta por el presidente interino Myint Swe, quien declaró el estado de emergencia por un año y transfirió todos los poderes legislativos al Comandante en Jefe de los Servicios de Defensa, Min Aung Hlaing.

## Historia

### Era precolonial
El hluttaw ( en birmano: လွှတ်တော် /l̥ʊʔtɔ̀/, en español, "delegación de [deberes] reales") históricamente se refiere al consejo de ministros en la corte del rey en la Birmania precolonial (Myanmar). Los orígenes de Hluttaw se remontan a la era pagana cuando el rey Htilominlo (r. 1211-1235) creó un consejo privado de ministros superiores para gestionar los asuntos cotidianos del gobierno.
Durante la dinastía Konbaung, el hluttaw era el centro del gobierno y el cuerpo administrativo nacional del reino, dividido en tres ramas fiscal, ejecutivo y judicial (desde la época colonial, hluttaw se ha utilizado para describir un parlamento o cuerpo legislativo). El Byedaik (ဗြဲတိုက်) actuó como el Consejo Privado, manteniendo los asuntos internos de la corte real, mientras que el Hluttaw administraba el gobierno del reino. El Hluttaw, como tradición, también tenía el deber de seleccionar al heredero aparente, siempre que el rey titular no seleccionara uno.
En la dinastía Konbaung, el Hluttaw estaba en sesión durante 6 horas diarias. Era tradición que el rey nombrara a cuatro ministros, cuatro ministros del interior y cuatro oficiales. 

### Birmania británica
El 2 de enero de 1923, con la promulgación de las Reformas de Montagu-Chelmsford, Birmania se convirtió en una provincia del gobernador con un consejo legislativo parcialmente elegido, el Consejo Legislativo de Birmania, que consta de 103 escaños, 80 de los cuales se llenaron por elección.
La Ley del Gobierno de Birmania de 1935 estableció la Legislatura de Birmania. Durante este período, la Legislatura colonial consistió en dos cámaras, el Senado de 36 escaños y la Cámara de Representantes de 132 escaños.

### Unión de Birmania
De 1947 a 1962, según la Constitución de 1947, la legislatura de Birmania, denominada Parlamento de la Unión, constaba de dos cámaras, la Lumyozu Hluttaw (Cámara de Nacionalidades) de 125 escaños y la Pyithu Hluttaw de 250 escaños; (la Cámara de Diputados), cuyo número de escaños fue determinado por el tamaño de la población de los respectivos distritos electorales.

### República Socialista de la Unión de Birmania
De 1962 a 1974, no existió ningún conflicto funcional, ya que el gobierno gobernante era el Consejo Revolucionario de la Unión socialista (RC).
De 1974 a 1988, según la Constitución de 1974, el poder legislativo de Birmania era un parlamento de juguete de partido único que constaba de una cámara unicameral, la Pyithu Hluttaw (la Asamblea Popular), representada por miembros del Partido del Programa Socialista de Birmania. Cada término fue de cuatro años. (En agosto de 2010, el antiguo complejo Hluttaw en Pyay Road de Yangon utilizado por Gen. El gobierno militar de Ne Win estaba programado para ser ocupado por las oficinas gubernamentales de la División de Yangon).

### Unión de Myanmar
Entre 1988 y 2011, no hubo un hluttaw funcional, ya que el gobierno gobernante era el Consejo Estatal de Paz y Desarrollo .

## Composición
El Pyidaungsu Hluttaw es un organismo bicameral formado por una Cámara de Representantes de 440 escaños (Pyithu Hluttaw) y la Cámara de Nacionalidades de 224 escaños (Amyotha Hluttaw). El Pyidaungsu Hluttaw consta de 664 miembros en total. El 75% de los diputados (498 miembros) son elegidos directamente por los votantes, mientras que el 25% restante (166 miembros) son militares nombrados por el Comandante en Jefe de los Servicios de Defensa. Esta política es similar al modelo del Nuevo Orden de Indonesia (como parte de la doctrina dwifungsi), que garantizaba una serie de escaños parlamentarios a los militares designados.

### Amyotha Hluttaw
La Amyotha Hluttaw es la cámara alta del Pyidaungsu Hluttaw, con 12 escaños asignados a cada región o estado para un total de 168 escaños elegidos directamente. De los 224 asientos de la cámara, los 56 restantes son designados por militares designados por el Comandante en Jefe de los Servicios de Defensa.

### Pyithu Hluttaw
El Pyithu Hluttaw es la cámara baja del Pyidaungsu Hluttaw, con asientos asignados a cada uno de los 330 municipios del país. De los 440 escaños en este cuerpo, 330 son elegidos directamente y 110 son designados por militares designados por el Comandante en Jefe de los Servicios de Defensa.

### Elecciones
Las elecciones birmanas se celebran por sufragio universal para todos los ciudadanos birmanos mayores de 18 años y en la lista de votantes elegibles de una circunscripción determinada. Se garantiza constitucionalmente a los votantes el derecho a votar mediante votación secreta. Sin embargo, los miembros de órdenes religiosas (incluidos los miembros de la Sangha budista), los prisioneros, las personas mentalmente enfermas y las personas endeudadas no pueden votar por miembros del Parlamento. Votar no es obligatorio. Las elecciones birmanas practican el sistema de votación escrutinio mayoritario uninominal (el ganador se lleva todo), en el que se elige al candidato que recibe el mayor número de votos.
En las elecciones de 2010, los medios estatales informaron una participación electoral del 77,26%. La votación anticipada también se practicó ampliamente, con el personal militar y sus familiares, así como los funcionarios públicos, el personal de la fuerza policial y otros empleados estatales que recibieron instrucciones de votar por adelantado. Esto fue una violación de las leyes electorales de 2010, que solo permiten la votación anticipada para los votantes elegibles que están lejos de sus distritos electorales, así como para los ciudadanos birmanos en el extranjero.  En algunos distritos electorales, hasta el 95% de los votos emitidos se realizaron con anticipación. Se estima que el 10% de los votos (6 millones) se emitieron por adelantado. También hubo informes de fraude electoral múltiple, manipulación de votantes, voto fantasma y voto forzado, en los que los funcionarios presionaron a las personas para que votaran por los candidatos del Partido Unión Solidaridad y Desarrollo.

## Término

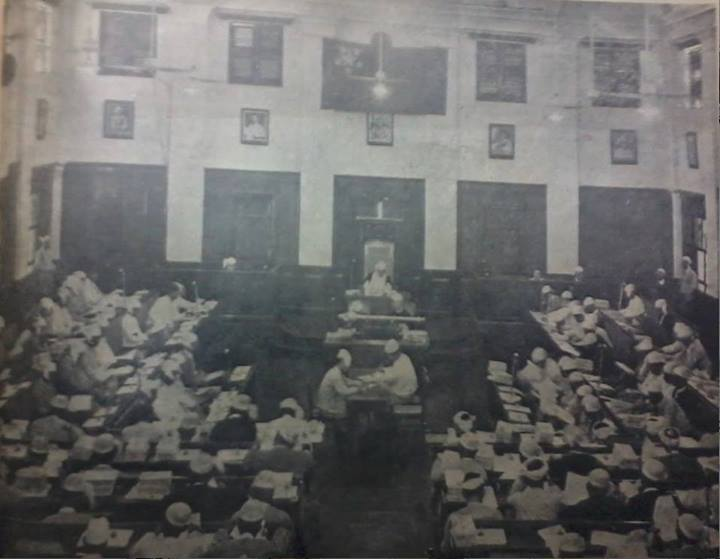
Cámara de Diputados (Pyithu Hluttaw) en Birmania posterior a la independencia

Las dos cámaras del Pyidaungsu Hluttaw se eligen simultáneamente y los miembros del parlamento (MP) cumplen mandatos de cinco años. Los candidatos ministeriales, que se seleccionan del grupo de diputados electos, dejan vacantes sus escaños parlamentarios. Se llevan a cabo elecciones parciales, determinadas por la Comisión Electoral de la Unión, para elegir estos puestos vacantes.
La primera sesión ordinaria del Pyidaungsu Hluttaw debe convocarse dentro de los 15 días siguientes al comienzo de la primera sesión de Pyithu Hluttaw. Debe celebrarse al menos una sesión ordinaria por año y las sesiones posteriores deben realizarse con una diferencia de 12 meses entre sí. El presidente puede convocar sesiones especiales o de emergencia. Las sesiones parlamentarias solo son válidas si el 25% o más de los diputados están presentes.
La primera sesión del Pyidaungsu Hluttaw se celebró de enero a marzo de 2011, mientras que la segunda se celebró el 22 de agosto de 2011. No se permitió la asistencia de periodistas a la primera sesión. Sin embargo, el Ministerio de Información anunció el 12 de agosto de 2011 que se les permitiría asistir a la segunda sesión.